# Estação Biológica de Canudos

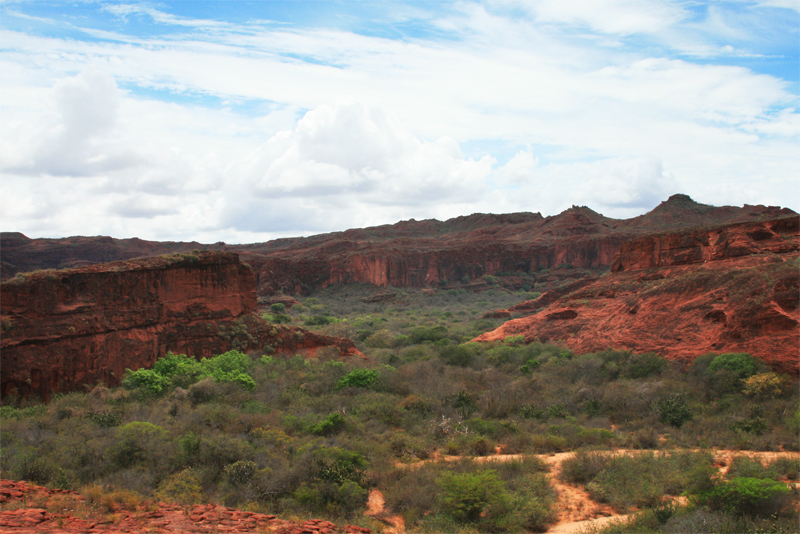
Nichos multiformes escavados nos paredões de arenito onde as araras-azuis-de-lear dormem e nidificam.

A Estação Biológica de Canudos é uma reserva biológica particular, com área de 1477 hectares localizados no sertão do estado da Bahia. Pertencente à ONG Biodiversitas, a reserva foi criada em 1989 com a finalidade de garantir a preservação da arara-azul-de-lear. Esta ave é endêmica na caatinga baiana e encontra-se ameaçada de extinção.
Nesta estação são desenvolvidas atividades de proteção ao habitat, educação ambiental, manejo do licuri, base de alimentação do pássaro, estudos biológicos e trabalhos de fiscalização.
A Estação é mantida pela Fundo Judith Hart. Possui duas bases de campo, a norte e noroeste da reserva, que são pontos de apoio a funcionários, pesquisadores e estudantes. Possui também um escritório na cidade de Canudos.